# Domingo de Egaña
Domingo de Egaña y Erquicia (Guetaria, 24 de febrero de 1815 - Aldaz, 25 de febrero de 1876) fue un militar español.

## Biografía

### Primera guerra carlista
Era hijo de Juan Antonio Egaña Alcorta y Josefa Erquicia Indo. Combatió por el infante Carlos María Isidro de Borbón en la primera guerra carlista en el 2.º Batallón de Guipúzcoa, y como teniente del mismo tomó parte en el asalto de Guetaria el 1 de enero de 1836, resultando herido.
Llegó a mandar el Batallón 8.º de Guipúzcoa y a lucir las insignias de Coronel. Participó asimismo en las victorias carlistas de Antondegui, de la batalla de Oriamendi y de Andoáin, en la cual se destacó su batallón. Por sus méritos de guerra ganó la Cruz Laureada de San Fernando, dos cruces sencillas de la misma Orden y
las medallas de Oriamendi y de Andoáin. En 1839 no aceptó el convenio de Vergara y se exilió en Francia.

### Segunda guerra carlista
Entró nuevamente en España por Irún en 1849, durante la guerra montemolinista, al frente de 150 carlistas vascongados, aragoneses y castellanos, y logró sostenerse un mes en operaciones, pero la sublevación no triunfó en el Norte y marchó de nuevo al exilio. Por esta acción fue agraciado por el pretendiente Carlos VI con la Encomienda de la Real y Americana Orden de Isabel la Católica. Tras repasar la frontera, emigró a México.

### Tercera guerra carlista
A pesar de haber quedado cojo y manco, regresó otra vez a España para participar en la tercera guerra carlista. En noviembre de 1874 Carlos VII le dio el empleo de brigadier y lo nombró comandante general de Guipúzcoa.
El 8 de diciembre de 1874 las fuerzas carlistas obtuvieron bajo su mando la victoria de Urnieta, tras el fracaso de Irún. Sostuvo luego numerosos hechos de armas en la línea del Oria, obligando al brigadier alfonsino Agustín Oviedo a retirarse desde Burunza a Hernani en febrero de 1875, y consiguiendo, en mayo de aquel mismo año, que los liberales concluyesen por abandonar la línea del Oria. Por sus acciones fue premiado con la Gran Cruz Roja de la Real Orden del Mérito Militar y se le concedió la faja de mariscal de Campo.
Sitió Guetaria, su pueblo natal, aunque no logró tomarla. Tras apoderarse del Montevideo el general alfonsino Ramón Blanco el 20 de agosto de 1875, y habiendo entrado a mediados del siguiente mes de septiembre en Oyarzun y en el monte Urcabe el general Miguel Trillo-Figueroa, Egaña sería sustituido en el mando de los carlistas guipuzcoanos por el brigadier Eusebio Rodríguez Román.
Cuando a fines del mes de febrero de 1876, perdida la guerra para el bando legitimista, se inició la disolución del Ejército carlista del Norte, Don Carlos confirió al general Egaña el encargo de reorganizar los batallones carlistas de Vizcaya; pero una turba de antiguos voluntarios carlistas en estado de insubordinación lo asesinaron. Según el barón de Artagan, su asesinato se produjo tras increparles Egaña por haber desertado de las filas carlistas. Recibió cristiana sepultura en Aldaz, en el cementerio de Santa Lucía. El abad escribió que había muerto «de un balazo que se le pegó».
Don Carlos tendría un recuerdo especial hacia él al instituir en 1895 la fiesta de los Mártires de la Tradición.